# 米哈伊尔·卡拉托佐夫
米哈伊尔·卡拉托佐夫（1903年12月28日—1973年3月27日），苏联格鲁吉亚导演。生于第比利斯，一开始读的是经济学，后成为电影演员和制片人。他执导了好几部纪录片，包括《斯文尼西亞的運鹽》，但在《皮靴裡的釘子》被禁后被迫离职。二战期间执导了一些宣传片，并任苏联驻美国外交人员。

## 作品
- 1930年：《斯文尼西亞的運鹽（俄语：Соль Сванетии (фильм)）》
- 1931年：《皮靴裡的釘子（俄语：Гвоздь в сапоге）》
- 1939年：《勇氣（俄语：Мужество (фильм, 1939)）》
- 1941年：《勝利之翼（俄语：Валерий Чкалов (фильм)）》
- 1943年：《不可戰勝（俄语：Непобедимые）》（與谢尔盖·格拉西莫夫聯合執導）
- 1950年：《陰謀注定（俄语：Заговор обречённых）》
- 1953年：《敵對旋風（俄语：Верные друзья (фильм)）》
- 1954年：《忠實的朋友（俄语：Верные друзья (фильм)）》
- 1955年：《第一梯隊（俄语：Первый эшелон）》（由德米特里·肖斯塔科维奇作曲）
- 1957年：《雁南飛》（坎城影展金棕櫚獎）
- 1959年：《未寄出的信（俄语：Неотправленное письмо）》
- 1964年：《我是古巴（俄语：Я — Куба）》
- 1969年：《紅帳篷（俄语：Красная палатка (фильм)）》

## 荣誉
- 俄罗斯苏维埃联邦社会主义共和国功勋艺术工作者（1950年）
- 格鲁吉亚苏维埃社会主义共和国人民艺术家（1965年）[1]
- 苏联人民艺术家（1969年）
- 斯大林奖二等奖（1951年） - 电影《阴谋注定》（1950年）
- 劳动红旗勋章
- 红星勋章（1944年）